# Bradu, Sibiu
Bradu (în latină Villa Gerhardi, în dialectul săsesc Giresa, Girezâ, Gereza, Girelsâ, în germană Gierelsau, Gieresau, Gerardsau, Gereldsau, în maghiară Fenyőfalva) este un sat ce aparține orașului Avrig din județul Sibiu, Transilvania, România.

## Localizare
Așezat lângă râul Olt, satul Bradu se află la aproximativ 20 km de Sibiu în direcția Brașov, pe Drumul european E68.

## Istoric

### Denumirea satului în sursele istorice
Denumirea românească a comunei „Brád” (ulterior „Bradu”) este atestată documentar de abia la sfârșitul secolului al XVIII-lea.  „Brád” reprezintă traducerea termenului maghiar „Fenöfalva“ (Tannendorf), denumirea comunei așa cum apare în documentele redactate în latină din secolul al XIV-lea.  Denumirea „Fenöfalva” sau variante similare sunt atestate în documente regești și în cele ale voievozilor respectivi, prezentând o anumită continuitate.
Însă localitatea este atestată în documentele bisericești și în cele ale adunării reprezentanților scaunelor Comitatului Sibiu începând din secolul al XIV-lea ca „insula gerhardi”, această denumire apărând în documente alături de „Fenöfalva”. Denumirile apar împreună și se referă probabil la aceeași localitate, ceea ce însă nu exclude ipoteza ca hospites Theutonici, coloniștii germani, să fi înființat o localitate nouă cu denumirea „insula gerhardi” în apropiere de una mai veche cu denumirea „feneufalva”. Nu putem exclude posibilitatea ca vechea așezare să fi fost de origine secuiască, astfel că denumirea „Fenöfalva”, Tannendorf, să i se datoreze. Însă acestea sunt doar speculații care nu pot fi dovedite cu surse documentare.
Denumirea latinească „Insula Gerhardi” este, în mod similar cu „Insula Christiani” (Cristian), un toponim latinesc ce redă un nume de localitate. Nu s-a putut stabili, pe baza unor surse documentare, la cine anume se referă denumirea „gerhard” din documentele în limba latină, iar această lacună a condus la cele mai diferite speculații. Nu este limpede dacă a existat un fondator inițial al localității cu numele „Gerhard” sau dacă această denumire se datorează prezumtivului sfânt patron al bisericii locale „St. Gerhard”. Această ultimă ipoteză este susținută de autorul Michael Lebrecht, preot în Șura Mică. Aceste folosește denumirea „Fanum Sti. Gerhardi” pentru Bradu fără să indice o sursă în acest sens. „Girelsau sau Gerhads-Au, lat. Fanum St. Gerhardi, vulgo Giresä, este uns sat frumos construit, situat într-o regiune plăcută în apropiere de râul Olt din care se pescuiesc pești minunați și care merită menționată și datorită dealului de calcar”.
„Gerhard” este un nume frecvent folosit în secolele XI-XIII în rândurile nobilimii și poate fi întâlnit în numeroase surse documentare din Luxemburg, regiunea Rinului și a Mozelei, precum și în Flandra. Din acest motiv se poate lua în calcul și ipoteza conform căreia denumirea „insula gerhardi” s-ar datora unui nobil laic, venerat de către coloniștii germani în calitate de conducător și ctitor, care apoi au dat numele lui localității. În sprijinul acestei ipoteze pledează varianta „insula gerhardi”, căci o denumire de tipul „insula Sancti Gerhardi” ar fi indicat un sfânt cu numele Gerhard, denumire uzuală în epoca respectivă.
Sigur este că denumirea germană „Girelsau” provine din latinescul „insula gerhardi” și este atestată în forma germană „Gerhardsau” în surse documentare începând din 1468, referindu-se la localitatea aparținând de comunele dependente de Sibiu („pertinențe”). Denumiri precum „Gerardsau, Gerysau, Geresaw” apar încă din aceasă epocă.
Localitatea este atestată inițial în legătură cu persoane menționate în documente. Vom prezenta aici o trecere în revistă a persoanelor prezente în puținele surse documentare. 
Într-o sursă nedatată  este menționat un preot pe nume Mathias (plebanus Mathias de Feneufolua). Conținutul cronicii conduce la concluzia că a fost scrisă între 1311 și 1319; a fost redactată în cancelaria regală și se adresează autorității ecleziastice a Capitulului din Alba Iulia cu rugămintea regelui maghiar Carol I. Robert (1288-1342) de a-i acorda acestui preot un canonicat și o prebendă. Dat fiind că Mathias este numit de rege „fidei et familiari capellano nostru (fidelul nostru slujitor și aparținând curții regale)”, preotul se afla probabil deja în serviciul familiei regale. De aceea putem presupune că denumirea  „de Feneufolua” se referă la locul de baștină al lui Mathias. Este posibil să fi făcut parte din familia nobiliară atestată apoi în documentele ulterioare din secolul al XIV-lea. Familia nobiliară din Bradu / Girelsau este denumită atât „de insula Gerhardi” cât și „de Fenyefalwa, de Foniefolwa și de Fenyefalwa”.
Hennyngh de Fenyelfalwa a fost căsătorit cu o fiică a contelui Nikolaus de Tolmach (Tălmaciu), Acesta este menționat mai târziu (1337) în legătură cu fiul său, care este numit la această dată „comes” (conte), astfel că este destul de cert că în jurul anului 1300 deținea deja acest titlul nobiliar.  Fiul său Christian este menționat în 1335 în calitate de „comes Christian de insula Gerhardi”.

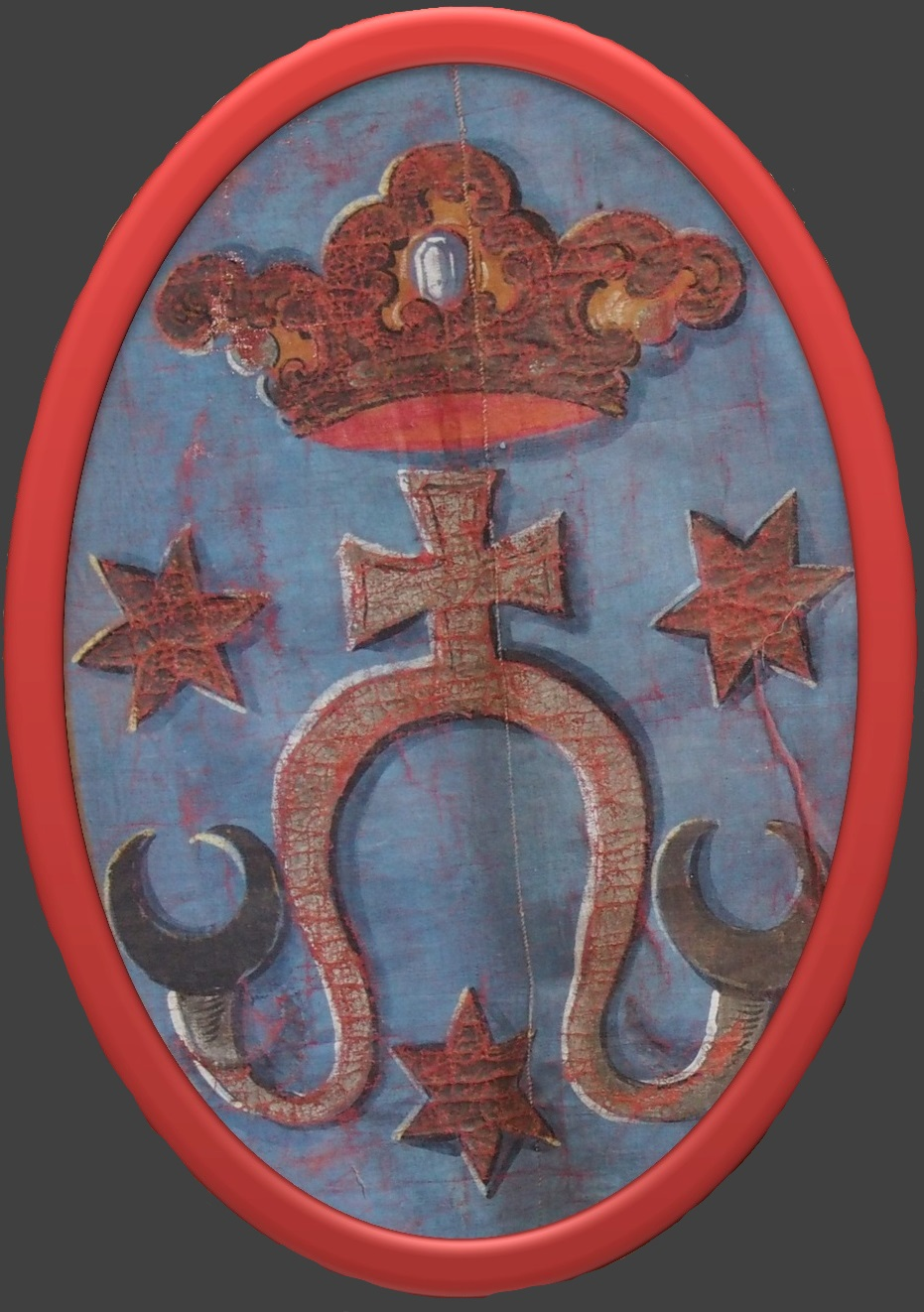
Stema satului Bradu 1775

 Conform documentelor, acesta a avut doi fii: Nikolaus și Petrus (menționări: în 1373 este menționat „Nikolaus … Petrus, fili Cristiani de Foniefolwa”, în 1387 „Petrus de insula Gerhardi”). Contele Petrus mediază pentru Scaunul Sibian conflictul privind granița dintre Avrig (villa Affrica) și Săcădate (villa Czectat) , ceea ce demonstrează că era o persoană de încredere a Scaunului Sibian.
Petrus are o fiică, Katharina (menționată în 1413 „Katharina filia Petri de Fenyfolwa”) , căsătorită cu un anume Jakobus (menționat în 1413 „filius Samsonis de dicta Fenyefalwa”), probabil identic cu acel Jakobus care într-o cronică ulterioară din 1431 este menționat drept „Comes Jakobus de insula Gerhardi”.  Jakobus este ultimul conte de Girelsau atestat documentar. Conții de Girelsau au reprezentat, începând din 1300 și până la Jakobus, o dinastie continuă. Prin căsătoria Katharinei din această familie cu Jakobus, fiul lui „Sampson de Fenyefolwa”, dinastia se schimbă și Jakobus devine conte.
Ulterior nu mai există o atestare documentară a conților, iar la sfârșitul secolului al XVI-lea comuna este legată administrativ de orașul Sibiu, pierzându-și astfel calitatea de comună autonomă.
Întrebarea dacă denumirea „aff der Burch” („la burh”) trimite la o fostă cetate a acestei familii nobiliare nu poate fi clarificată pe baza documentelor existente, însă ipoteza este probabilă. 
În anumite cronici sunt menționate nume precum cel al hanului Jacobus Atzmann (menționat în 1468) și al lui Paulus Atzmann (1494). În secolul al XVI-lea găsim în documente cu caracter economic ale orașului Sibiu numele hanului Laurentius, precum și numele unor locuitori precum Jakobus Tomas, Andreas Kapus, Nikolaus Frank și nume de familii precum Schneider, Teiller, Wenrich, Schieb, Gonnterth, Borner, Talmescher, Hein, Seydner și Schunn.
În aceste cronici nu sunt menționați „valahii” ca grup social, însă nu este exclus ca în sat să fi existat deja familii de români slugi; lipsesc însă documentele care să ateste un număr mare de români așezați în sat.

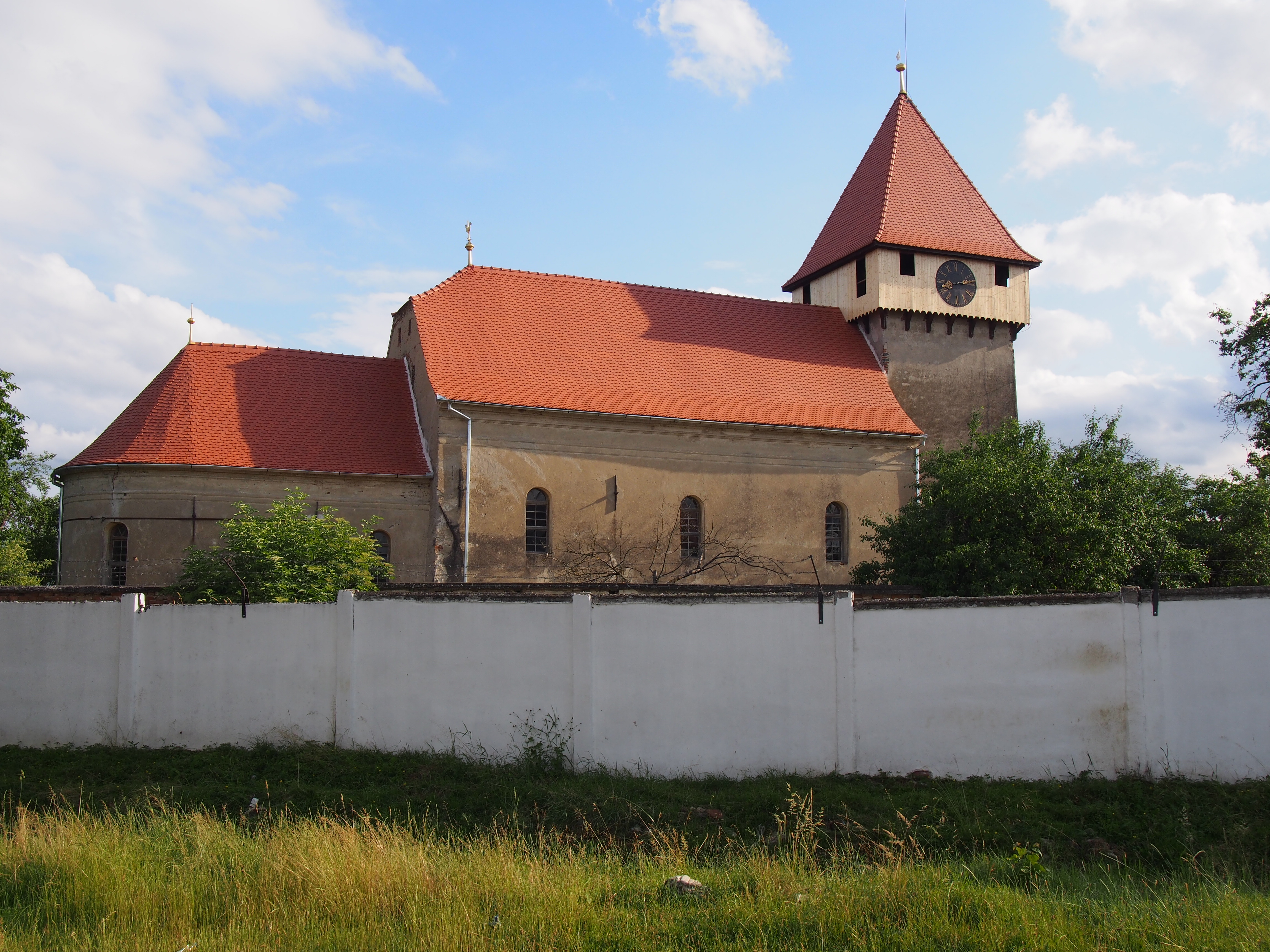
Biserica evanghelică luterană C. A.

În ceea ce privește apartenența confesională în „insula gerhardi”, documentele arată următoarele: satul avea o parohie autonomă ce făcea parte din Capitulul sibian și sunt menționați următorii preoți: din 1327 începând, Nikolaus, Mathias, Johannes (2x), Nikolaus, Bartholomäus, Jacobus, Michael. După 1486 până la Reforma protestantă: Mathias, Johannes, Jakobus, Andreas, Johannes. În 1525 Johannes Rain, Laurenzius Zipser. Cea mai veche biserică documentată în Bradu este cea fostă romano-catolică și după Reformă protestantă în sec. XVI-lea devenită de rit luteran cu denumirea „Biserica evanghelică C.A.”.
În anul 1600 localitatea a fost arsă și distrusă de oastea lui Mihai Viteazul.
În urma războaielor și epidemiilor din secolul al XVII-lea se face simțită o penurie a forței de muncă în agricultură care a afectat și Bradu. Valahii și rromii se stabilesc la marginea localităților săsești. Putem presupune că situația trebuie să fi fost similară și în Bradu. De abia preluarea Transilvaniei de către monarhia habsburgică în 1691 și înființarea „regimentelor valahe” în anii următori, care au obținut statutul de „Wehrbauern”, țărani luați la oaste care primeau în schimb anumite privilegii, statut ce până atunci revenise doar sașilor și secuilor, a condus la o „creștere a valorii sociale” a valahilor. Numărul românilor de pe teritoriul regesc de care aparținea și Bradu crește în mod continuu, iar în 1749 există deja pe acest teritoriu, pe lângă cele 23 386 de familii săsești, 21 324 familii românești, în condițiile în care sașii au față de români o atitudine „din ce în ce mai ostilă și suspicioasă”. Însă acest comportament al sașilor s-a manifestat și față de imigranții de origine germanică, așa numiții „landleri”. În satul Bradu situația era similară. Localitatea a făcut parte dintre satele care, în 1776 s-au luptat cu românii stabiliți acolo, după cum atestă protocoalele Magistratului sibian. În aceste documente este menționat un anume „Vonya Urss”, a cărui casă din Bradu a fost distrusă.  La insistențele autorităților a fost despăgubit, iar casa a fost reconstruită. Alte incidente de acest tip nu au mai fost documentate la Bradu. 
Este vorba de un comportament tipic în situațiile care implicau imigranți. Localnicii se temeau că noii veniți le puneau în pericol drepturile și privilegiile pe care și le apărau de secole. Sașii au înțeles doar târziu că habsburgii încurajează prin politica lor stabilirea altor grupuri etnice în sate și că fostele privilegii urmau să fi reduse în urma acestei noi realități.
Privilegiile implicau, pe lângă terenul pentru case, și dreptul la teren agricol, la pășune și tăiere de lemn; acestea probabil că au constituit o sursă de conflict mai importantă decât simpla apartenență la etnia valahă.
Situația s-a acutizat după ce, în 1733, dinamica imigrației a crescut. Relevantă în acest sens este statistica din 1733 redactată de cărturarul și episcopul Bisericii Unite cu Roma, Ioan Inocențiu Micu-Klein.
Se poate constata că în această statistică Bradu nu este menționat deloc printre localitățile cu populație română.  De abia în statistica următoare din 1750 este menționată localitatea „Brád” (cu exprimare ungurescă) cu 117 „suflete” (Animae Universim). Este prima atestare a denumirii „Brád”.
În acest an existau, așadar, 117 locuitori români la Bradu. Însă localitatea este considerată din punct de vedere bisericesc o filială (hic Pagus est filial. Szekedate) a localității Săcădate, neavând biserică și preot. Localitățile învecinate, menționate deja în statistica din 1733, au la acea dată atât parohii cu biserici, cât și preoți (de ex. Avrig 1048 de suflete cu o biserică și un preot, Săcădate 893 suflete și cinci preoți). Statistica relevă faptul că localitățile Neudorf/Noul/Szászzújfalu, Rothberg/Roșia/Veresmont, Thalheim/Daia/ Dolmány și Kastenholz/Cașolz/Hermány prezintă un număr mai redus de locuitor români, neavând așadar, la fel ca Bradu, parohii și preoți.
Între 1733 și 1750 a avut loc în Bradu o imigrare masivă a unei populații numite în cronici „valahi”. În deceniile următoare aceștia s-au dezvoltat în grupul etnic închis al românilor. Putem presupune că în această perioadă s-au stabilit în sat și rromii. În secolul al XIX-lea Bradu este un sat alcătuit din trei grupuri etnice: sași, români și rromi.
Statistica preotului luteran W. Woner din Bradu / Girelsau din 1818 documenteaeză 112 famili săsești, 65 românești și 21 de rromi.

### Satul Bradu în secolul XVI-lea până la Primul Război Mondial
Până la unirea Transilvaniei cu Regatul Român situația politică în satul Bradu este dominată de Magistratul sibian, deoarece satul este legat administrativ din secolul al XVI-lea de orașul Sibiu. Reprezentantul Magistratului în sat este „hannul”, care avea și funcția de judecător. El este ales din grupul etnic al sașilor din Bradu.  
În timpul Principatului Trasilvaniei, din 1541 până la 1691, românii, ca și creștini ortodocși nu aveau acces politic la Dieta Trasilvaniei, în care erau reprezentați doar cele trei stări privilegiate (nobili, sași și secui) și reprezentanții religiilor recepte (romano-catolică, evanghelic-luterană, calvină și, mai târziu, cea unitariană). În Bradu sașii erau după reforma bisericii romano-catolice (Reforma Protestantă) protestanți de Confesiunea Augustana (Confessio augustana / Augsburger Bekenntnis), numiți mai tîrziu „luterani” după inițiatorul reformei, Martin Luther.  Din 1525 preoții Johannes Rain și Laurenzius Zipser predică după noua doctrină evangelică-luterană în biserica din Bradu. Această biserică este prima biserică creștină documentată cu preoți romano-catolici din Capitulul Sibian de la începutul secolului al XIV-lea. În 1633 se construiește biserica pe fundamentul unei biserici mai vechi, de la care se preia turnul vechi.  

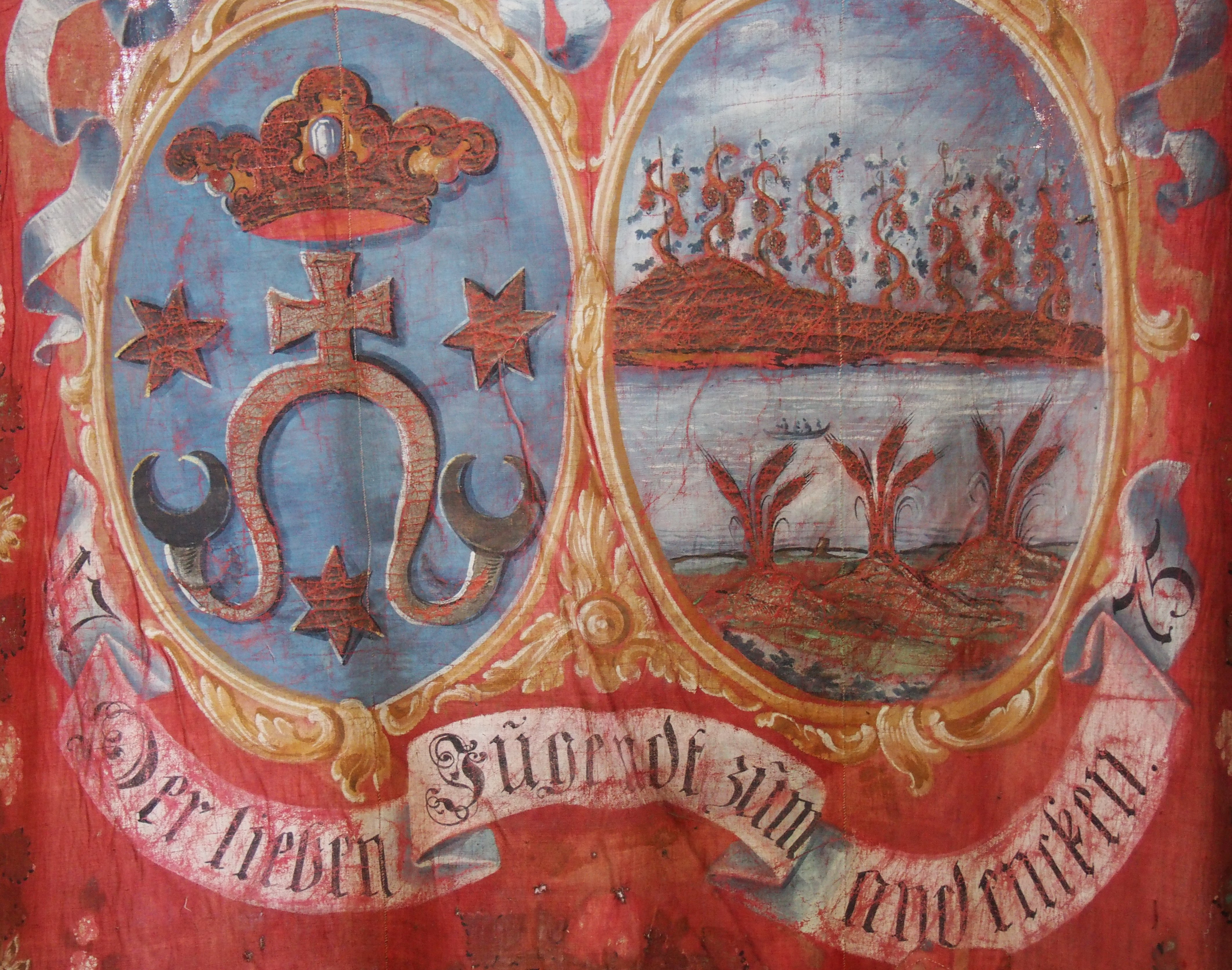
Steag săsesc din Bradu 1775 (din față)

Pe lîngă agricultură locuitorii Bradului se ocupă cu pescuitul, silvicultură și viticultură precum arată un steag vechi săsesc al satului. 
În timpul Marelui Pricipat al Transilvaniei (1691-1867) situația politică se schimbă în favoarea românilor. Protejați de politica habsburgică, românii se organizează și luptă pentru drepturiile lor. Emanciparea lor ca etnie română lîngă cele a ungurilor și sașilor este rodul intelectualiilor români din „Școala Ardeleană” și a Mitropolitului ortodox Andrei Șaguna. 
Din 1701 încoace în Transilvania creștinii de rit bizantin (ortodocși) sunt împărțiți între cele două confesiuni, cea a Bisericii Române Unite cu Roma și cea a Bisericii Ortodoxe (Metropolia Ardealului). Și în Bradu cele două confesiuni sunt consemnate, cea ortodoxă mai sporadic pe când cea unită cu Roma - cu puține excepții - în mod continuu până la 1948, când acestă biserică a fost interzisă de guvernul comunist.

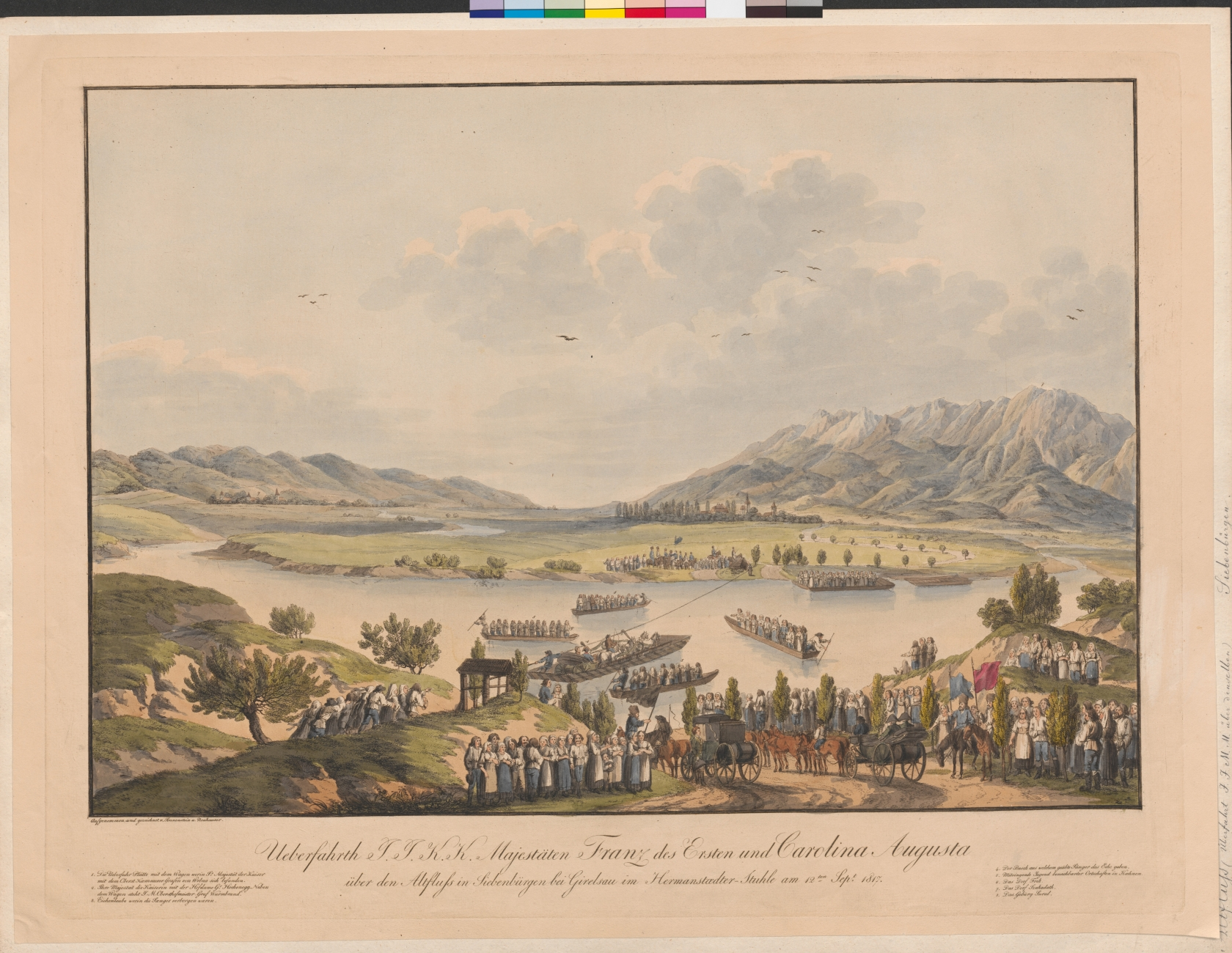
Trecerea Oltului pe poduri plutitoare a Împăratului Francisc I. și Împărătesei Carolina Augusta la Bradu în 12 septembrie 1817

Până în 1838 trecerea Oltului spre Avrig se făcea pe podul plutitor. În 1817 Împăratul austriac și principe al Trasilvaniei, Francisc I., însoțit de Împărăteasa Carolina Augusta vizitează Transilvania. La 12 septembrie 1817 ei trec Oltul la Bradu spre Avrig pe poduri plutitoare. Acest eveniment este documentat pe o poză din 1817.      
În 1838 meșterul tâmplar Heinrich Hein din Sibiu construiește Podul de lemn peste Olt între Bradu și Avrig.
La Bradu este prima stație a diligienției poștale pe drumul Sibiu-Brașov cu o clădire a poștei, o șură, un grajd pentru cai și o magazie pentru grăunțe. În timpul Monarhiei Austro-Ungară (1867-1918) cele două etnii luptă pentru întreținerea tradiților culturale înpotriva tendințelor de maghiarizare  în Transilavania. Prin inițiativa pedagogului și episcopului luteran Georg Daniel Teutsch în Bradu se construiște în 1853 școla confesională germană, la care au fost admiși și elevi români. În 1900 această școală avea 73 de elevi, iar în 1922 avea 91 de elevi.
Prima școală confesională românescă (a Bisericii Române Unite cu Roma) intră în funcțiune în 1890, după ce din 1812 învățământul se practica într-o casă închiriată. În anul 1900 această școală avea 55 de elevi și 93 de elevi în 1922.

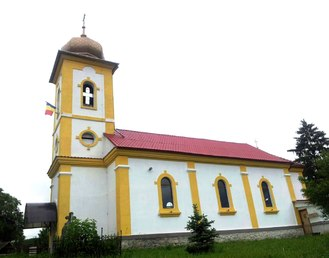
Biserica cu Hramul „Adormirea Maicii Domnului”, Biserica Română Unită cu Roma, Greco-Catolică

Lângă școala românescă este edificată în 1911-1913 Biserica „din Deal” cu Hramul „Adormirea Maicii Domnului”. 

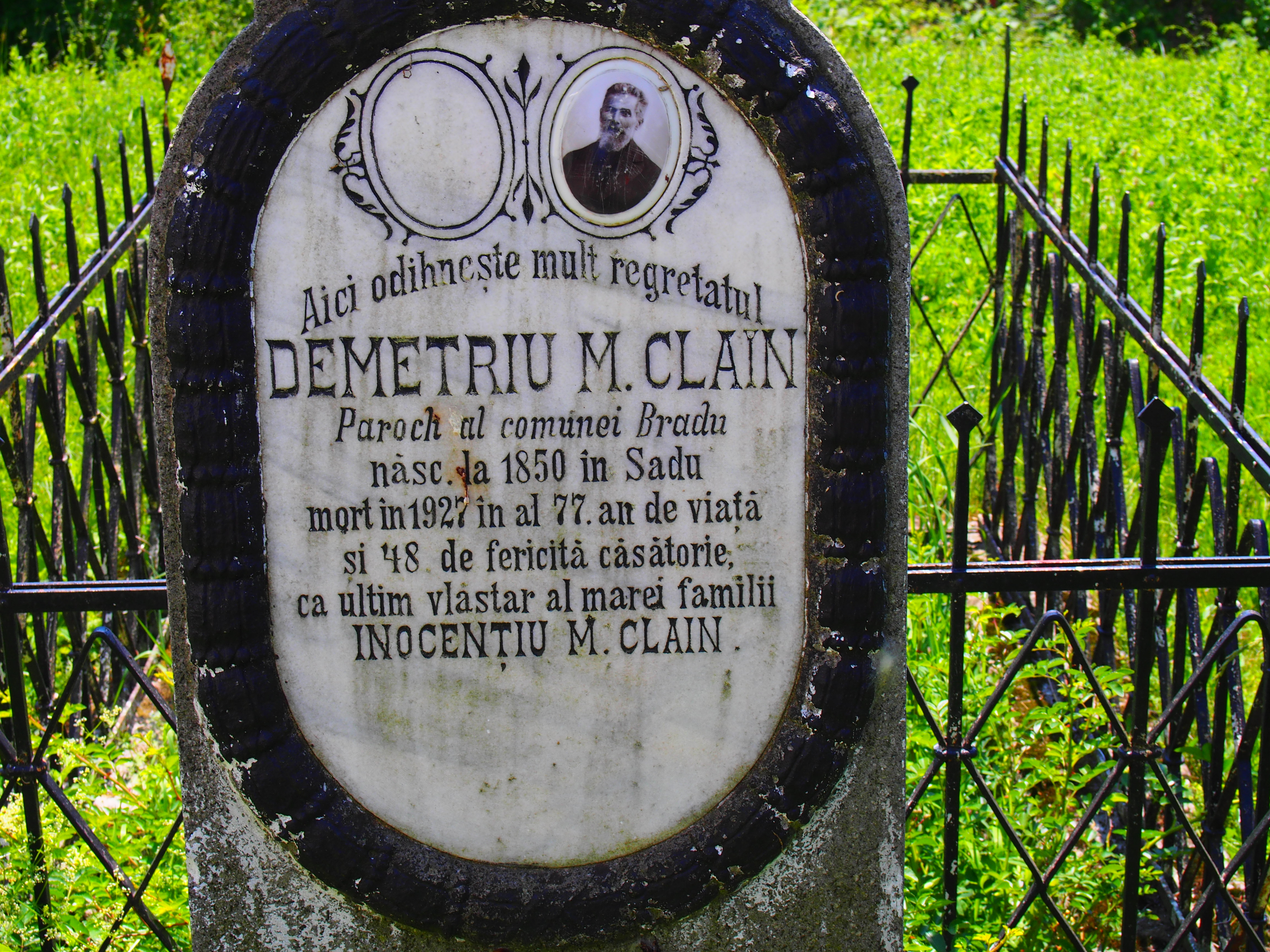
Mormântul preotului Demetriu M. Clain (1850-1927) din Bradu

Preotul parohiei în acești ani (1880-1927) a fost Demetriu M. Clain, „ultimul vlăstar al marei familii Inocențiu M. Clain”.

### Satul Bradu după Primul Război Mondial
După Primul Război Mondial (1914-1918) Transilvania se unește cu Regatul României. În 8 ianuarie 1919 Consiliul Național Săsesc hotărăște colaborarea cu românii. La Marea Adunare Națională de la Alba Iulia sunt prezenți și cetățenii din Bradu: G. Vasile, G. Dan, G.C. Urs, I. Mihuț și N. Călăraș.
Reforma agrară din 1921 duce la extinderea vetrei satului și creșterea populației în sat. Conducerea comunei se făcea prin consilul comunei (15-27 de membri), ales de populația satului prin vot secret. Ca membri de „drept” intrau directorii școli și preoții celor două confesiuni. Sași aveau 5-7 membri, dintre care unul ocupa funcția de viceprimar. Primarul era un român, reprezentant al majorității.
În 1936-1937 se construiește în piața satului „Școala generală de 8 ani”, cea mai monumentală clădire din sat.
Odată cu răspândirea ideologiei rasiale stupide a național-socialiștilor germani, reprezentată în Bradu ca și în toată Transilvania, în școlile săsești confesionale s-a impus „Mișcarea de înnoire a germanilor” din România cu scopul de a „forma omul de tip nou, omul național-socialist german”.  Această ideologie a transformat comunitatea sașilor, veche de secole, într-un fel de „rasă”. În sensul ideologiei rasiale propagate de național-socialiștii germani, această „rasă” era superioară românilor, lucru pe care românii și rromii din localitatea Bradu l-au simțit în mod dureros. Dar în Bradu nu toți sașii susțineau „înnoirea etnică-națională”.
Biserica Evanghelică C.A. din România a trecut în acea perioadă prin lupte interne care au culminat cu demiterea episcopului Victor Glondys și înlocuirea sa, în 1941, cu Wilhelm Staedel prin alegeri la care a dat o mână de ajutor „conducătorul grupului etnic” Helmut Wolff.  Astfel conducerea Bisericii a fost subordonată intereselor așa numitului „Grup Etnic German ” care a început să facă presiuni și pentru „înnoirea” în parohii în sensul ideologiei rasiale. Așa s-a ajuns la situația în care și în Bradu au luat naștere organizațiile de tip național-socialist german, ca de exemplu „Deutsche Jugend” (DJ).
Și în populația română din sat se dezvoltă o simpatie pentru cercurile național-creștine române din Țară ca „Garda de fier” și „Legionarii” (Mișcarea Legionară). Elevii români sunt organizați în Organizația „Straja Țării” unde se cultiva, ca și la sași, un nationalism șovin.
În acestă propagandă fascistă cele două grupuri etnice au fost trasformate ideologic în „Rase”, germană și românească.  
Ca urmare a situației politice după cel de al II-lea război mondial din Bradu au fost deportați la muncă obligatorie în Uniunea Sovietică 86 persoane (53 femei) din populația săsească, fiind acuzați ca „colaboratori cu hitlerismul german”. O fostă tânără femeie descrie această situație tragică și umilitoare: „Apoi a venit ziua de 13 ianuarie 1945, o zi pe care nici unul dintre noi sașii o vom uita odată. O zi de iarnă rece, teribilă, când au fost deportați în Rusia toate femeile, barbați, băieți si fete, de la 17 la 50 de ani. … Rușii și românii a mers din casă în casă, au smuls copiii mici de la pieptul mamelor și au scoși pe toți care se puteau folosi ca brațe de muncă în Uniunea Sovietică. Nu vom uita niciodată fețele cu zâmbete satisfăcătoare ale româniilor și țiganilor, care ne-au însoțit pe drumul spre punctul de adunare. Clopotele din turnul bisericii noastre ne-au sunat de rămas bun. Pentru mulți a fost ‚un rămas bun’ pentru totdeauna. Numai bătrânii si copii au rămas în sat.  Pentru 17 zile am fost puși într-un tren de transport, înghesuiți în frigul lui ianuarie pe saltele improvizate, astfel încât să ne putem proteja de frig reciproc. În a 18 zi am ajuns în Donbass în Uniunea Sovietică, unde am fost duși pe jos în tabără printr-o furtună de zăpadă. După 5 ani au venit ultimii acasă și au găsit oameni bătrâni, săraci în satul nostru, care au fost de tot expropiați: Animalele, terenul arabil, chiar și casele lor. Țiganii au devenit toți comuniști și au primit pământul nostru, animalele, mașiniile și utensilele agricole.”
Sub această acuzație sașii au fost expropriați de către autoritățile române, de care anumiți țărani români au profitat. Aproape fiecare familie de sași a fost afectată de consecințele catastrofale ale perioadei de după război, chiar și cei care nu se lăsaseră orbiți de ideologia național-socialistă germană și au luptat în Armata Română până la sfârșitul războiului. Dar de partea română au existat și „prieteni adevărați” care i-au protejat pe sașii bătrâni, rămași acasă, de „acțiunile punitive” furibunde ale unor „noi stăpâni” autoproclamați (de obicei rromi sau nou veniți). Educația comunistă din școală după 1948 nu a fost de natură să relizeze în sat opera pedagogică de reconciliere între cele două etnii atât de necesară după cel de-al doilea război mondial. Sistemul educativ comunist avea ca țel formarea „omului nou” de tip comunist ca muncitor și țăran loial până la moarte partidului comunist și a conducătorului său.
În sistemul politic comunist sașii au devenit o „minoritate conlocuitoare” cu drepturi reduse. 
Colectivizarea în Romania a distrus tradiția țărănească și în satul Bradu. Majoritatea tinerilor lucrau ca muncitori la uzinele din Avrig, Mîrșa și Sticla, sau din Sibiu. 
Până în 1989 activitățile agricole permise și cele interzise au constituit salvarea multor familii. Oamenii și-au plantat în grădinile mari din jurul caselor diverse legume – cartofi, morcovi, roșii, ardei, varză etc. – și numeroși pomi fructiferi – meri, peri și pruni –, care au alcătuit baza pentru o alimentație suficientă. De asemenea, și cultura viticolă s-a bucurat de atenția izvorâtă dintr-o tradiție deosebită: în multe gospodării viile se întindeau deasupra curții și casei, oferind umbră pe timpul verii și o recoltă bogată de struguri toamna. Cei mai mulți brădeni nu au dus lipsă de palincă de prune și nici de vin, iar stăpânii gospodăriilor le prezentau cu mândrie oaspeților din Germania cazanele de țuică. Vinul de mere și de struguri era de asemenea produs în gospodăriile proprii și depozitat apoi în pivnițe în butoaie vechi de lemn. Vacile și bivolii ofereau laptele necesar pentru producerea untului și a brânzei. De asemenea, nu lipseau porcii, găinile, iepurii, caprele și oile.
Brădenii își coceau pâinea de fiecare zi, „hancleșul” și cozonacii tipici pentru zilele de sărbătoare în cuptorul propriu sau în cel al vecinului. Aceste practici reprezentau soluții ingenioase pentru a face față crizei provocate de economia falimentară de stat, plecată de la exproprierea țăranilor și distrugerea culturii rurale.  

### Schimbarea situației socio-culturală după 1989
Astăzi oamenii acestei localități sunt cetățeni ai Uniunii Europene și pot călători pe teritoriul Uniunii fără a avea nevoie de pașaportul atât de râvnit înainte de 1989. Nimeni nu ar fi îndrăznit să viseze la așa ceva înainte de 1989.
Însă prima etapă de după căderea comunismului nu a fost ușoară. Transformarea industriei de stat falimentare și reorientarea spre principiile economiei capitaliste au însemnat și pentru populația rurală eforturi enorme. Fabrica de la Mârșa, cel mai mare angajator din regiune, a dat faliment după scurt timp.
Prăbușirea economică de la începutul anilor 1990 a creat o masă de șomeri care nu au beneficiat de nici un fel de compensații materiale. Numeroși oameni care aveau în grijă familii și copii s-au trezit fără locuri de muncă, într-o situație socială care le era complet străină. Mulți au ajuns să depindă de transporturile de ajutoare din Vest. Bisericile din localitate au preluat sarcina de a împărți bunurile colectate în Germania, Olanda etc. celor nevoiași.  Aceste acțiuni nu au fost întotdeauna încununate de succes și asta nu doar din cauza organizațiilor bisericești și private care răspundeau de repartizarea acestor ajutoare, ci mai ales din pricina situației haotice care domnea în țară, determinată în special de sărăcia generalizată. Această afecta toate straturile sociale și, de asemenea, instituțiile sociale precum spitalele, școlile și universitățile.
După 1989 sașii transilvăneni au emigrat în masă din Bradu, plecând în Republica Federală Germania. Grupul etnic al sașilor s-a dizolvat ca urmare a emigrării în Germania. Importanța lor socio-culturală se poate recunoaște din punct de vedere istoric după biserica renovată, cimitir și câteva case vechi care încă s-au păstrat. 
Însă legăturile sașilor cu locurile de baștină s-au păstrat prin relațiile de rudenie și de prietenie cu locuitorii români din sat. Fostele gospodării ale sașilor au fost renovate și deseori modificate prin adoptarea unei arhitecturi moderne.
Dar și numeroși tineri români din sat au plecat în străinătate (Grecia, Italia, Spania, Germania) pentru a-și făuri o viață nouă. 
Populația română a satului a trecut ea însăși printr-un proces enorm de schimbare. 
După 1989 Biserica Unită cu Roma a fost recunoscută ca biserică națională, alături de Biserica Ortodoxă, și a cerut restituirea tuturor parohiilor cu tot cu bisericile și casele parohiale și întregul patrimoniu însușit în 1948 de Biserica Ortodoxă. Această stare de fapt a dus la conflicte dure care au marcat viața obștei din Bradu. Ruptura s-a produs chiar în interiorul familiilor și mai ales copiii și adolescenții au avut de suferit din cauza ei, nefiind deloc pregătiți să facă față unor asemenea conflicte. Înainte de 1989 istoria bisericească nu a fost deloc menționată în cărțile de istorie ale sistemului educației de stat și nu a fost, astfel, tematizată sub nici o formă. Urmarea a fost că neînțelegerile au avut deseori un caracter extrem de emoțional, degenerând nu rareori în jigniri și chiar în bătăi. Oameni care odinioară fuseseră prieteni acum au devenit dușmani, iar în interiorul familiilor s-au produs rupturi tragice.
Imediat după 1989 ambele confesiuni au folosit ca biserică simultană vechea „biserică din deal”, cu hramul „Adormirea Maicii Domnului”. 

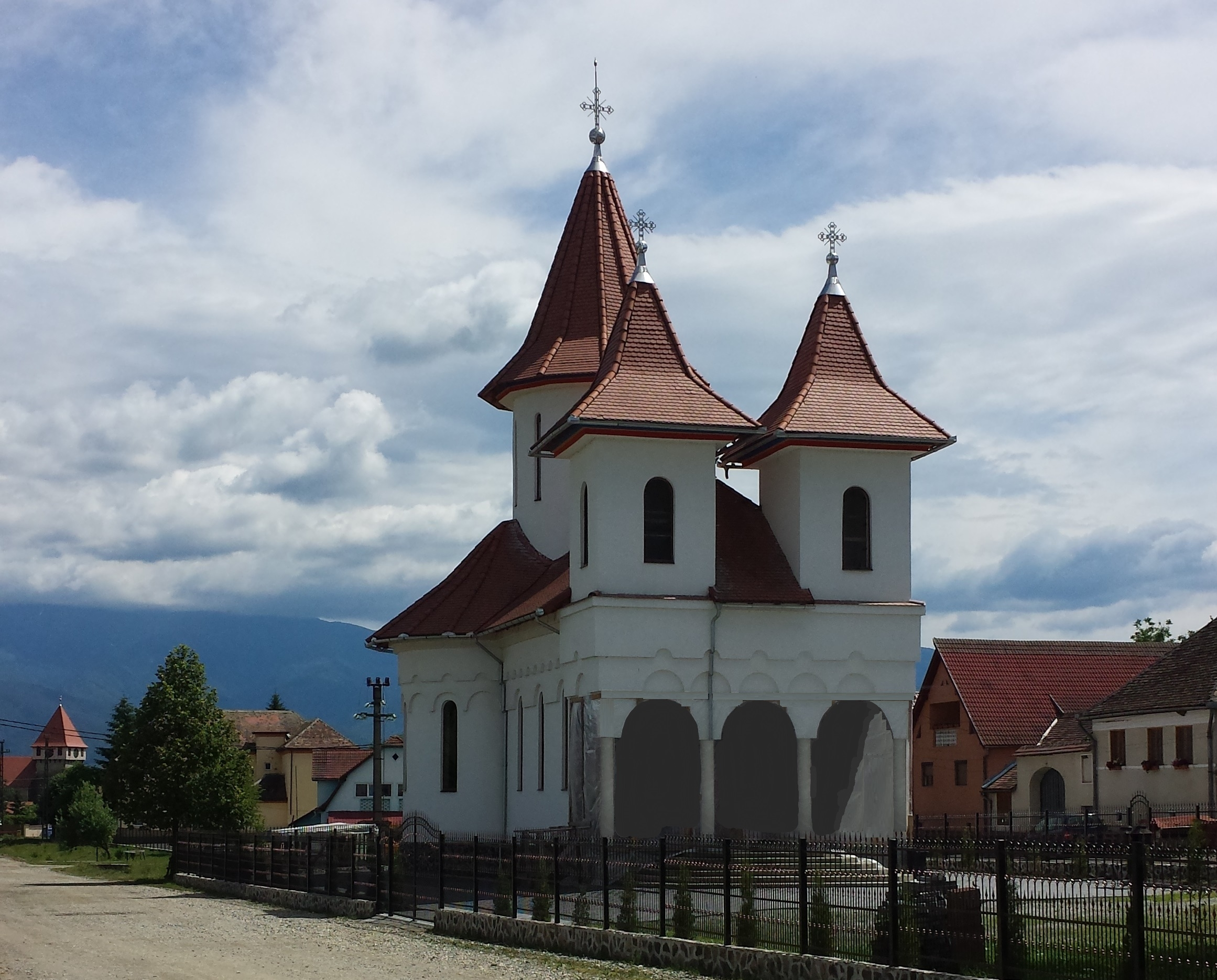
Biserica ortodoxă „Sf. Împărați Constantin și Elena”

De câțiva ani parohia ortodoxă și-a construit propria ei biserică în mijlocul satului, cu hramul „Sf. Împărați Constantin și Elena”.  

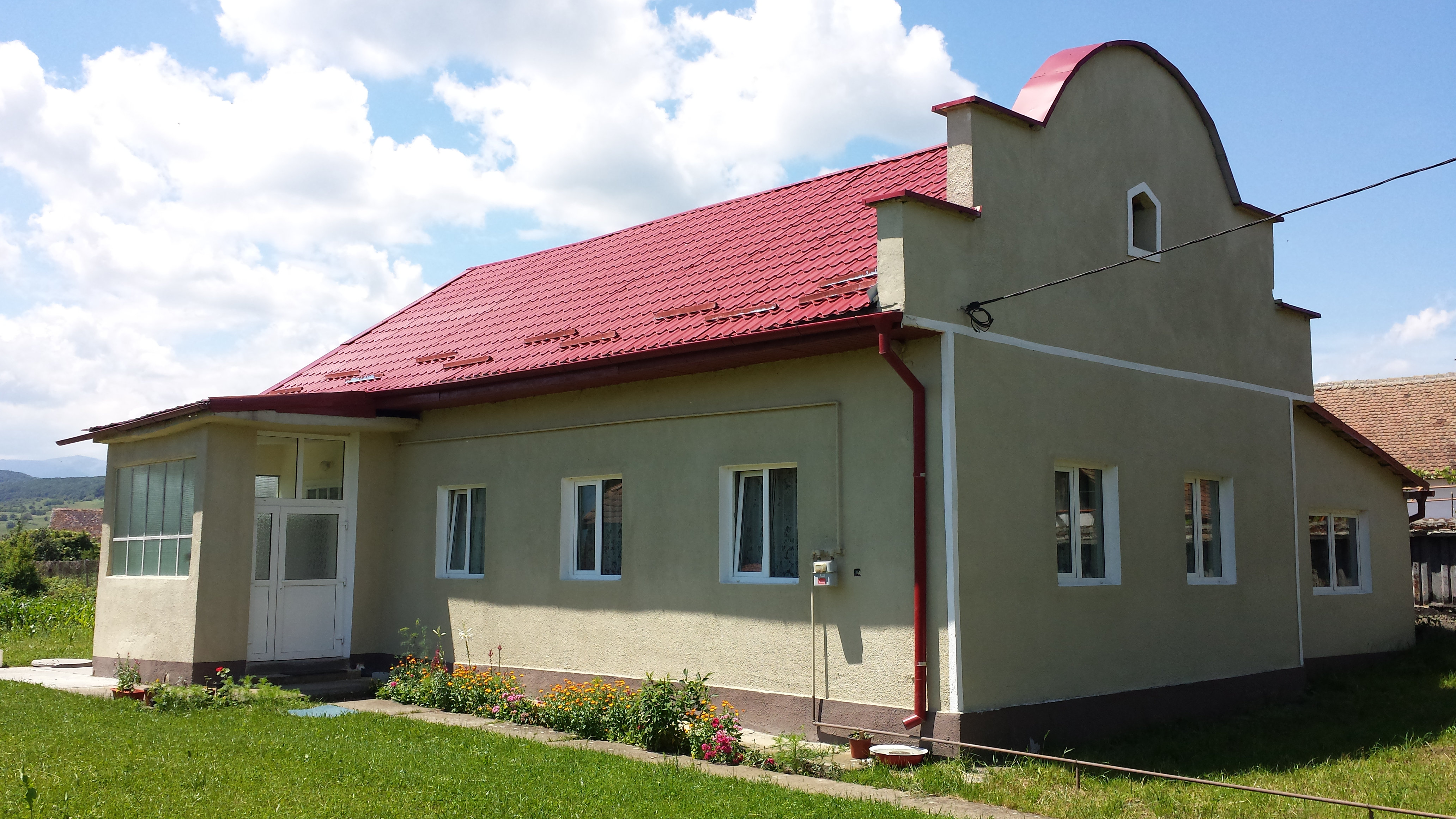
Biserica Baptistă

Încă dinainte de 1989 la Bradu a luat naștere o nouă comunitate creștină românescă, cea a baptiștilor care și-au construit „în unchi” după 2000 o biserică proprie. În sat credincioșii din comunitatea baptistă sunt numiți „pocăiți”, termen care sugerează că ei ar fi o sectă. Baptiștii (Baptism) sunt însă răspândiți în toată lumea și constituie o ramură a Reformei Protestante. 

## Personalități
- Vasile Balteșiu, născut la 22 decembrie 1914 în satul Bradu, decedat la 23 octombrie 1992. Ca învățător s-a dedicat vieții culturale a satului și a scris, împreună cu soția sa, Safta, prima Monografie a satului Bradu.
- Klaus Iohannis (n. 1959), pe linie maternă descendent al unei familii săsești din Bradu. În timpul copilăriei și-a petrecut vacanțele la bunicii săi din Bradu.[36]

## Obiectiv memorial
- Troița Eroilor Români din Primul Război Mondial. Monumentul este denumit "Troița Eroilor Români cercetași din Primul Război Mondial" și a fost dezvelit în anul 1928. Troița este amplasată în centrul satului Bradu, la numărul 370. Aceasta este zidită din cărămidă, fiind prevăzută cu 4 coloane, în timp ce acoperișul este din țiglă. Troița adăpostește o stelă funerară din marmură albă pe care se află următoarea inscripție comemorativă: „Această sfântă cruce s-a ridicat de Nicolae Lazăr în amintirea fratelui său Ioan Lazăr, stud. 6 cl. lic. mort pe câmpul de luptă în Galiția, în 1914, cu camarazii săi.“ Pe aceeași stelă funerară sunt inscripționate și numele a 13 eroi români, căzuți în Galiția.

- Biserica Evanghelică-Luterană din Bradu a fost construită în anul 1633, în locul uneia mai vechi construită în secolul al XV-lea.[37] Prima atestare documentară a bisericii pe acest loc datează din anul 1315 și există documente care dovedesc că aceasta a trecut prin renovări succesive în anii 1497 și 1506. Pe turnul bisericii se poate vedea însă o inscripție din secolul al XI-lea.[38] Orga bisericii a fost construită în 1811 de Melchior Achxs și a fost restaurată în două etape: în 1907 de Karl Einschenk și în 1931 tot de Karl Einschenk, care a mărit-o la 2 manuale.[39]

## Demografie
| Bradu, Sibiu - evoluția demografică \| \| Graficele sunt indisponibile din cauza unor probleme tehnice. Mai multe informații se găsesc la Phabricator și la wiki-ul MediaWiki. \| Date: Recensăminte sau birourile de statistică - grafică realizată de Wikipedia | |
| | Graficele sunt indisponibile din cauza unor probleme tehnice. Mai multe informații se găsesc la Phabricator și la wiki-ul MediaWiki. |

## Imagini

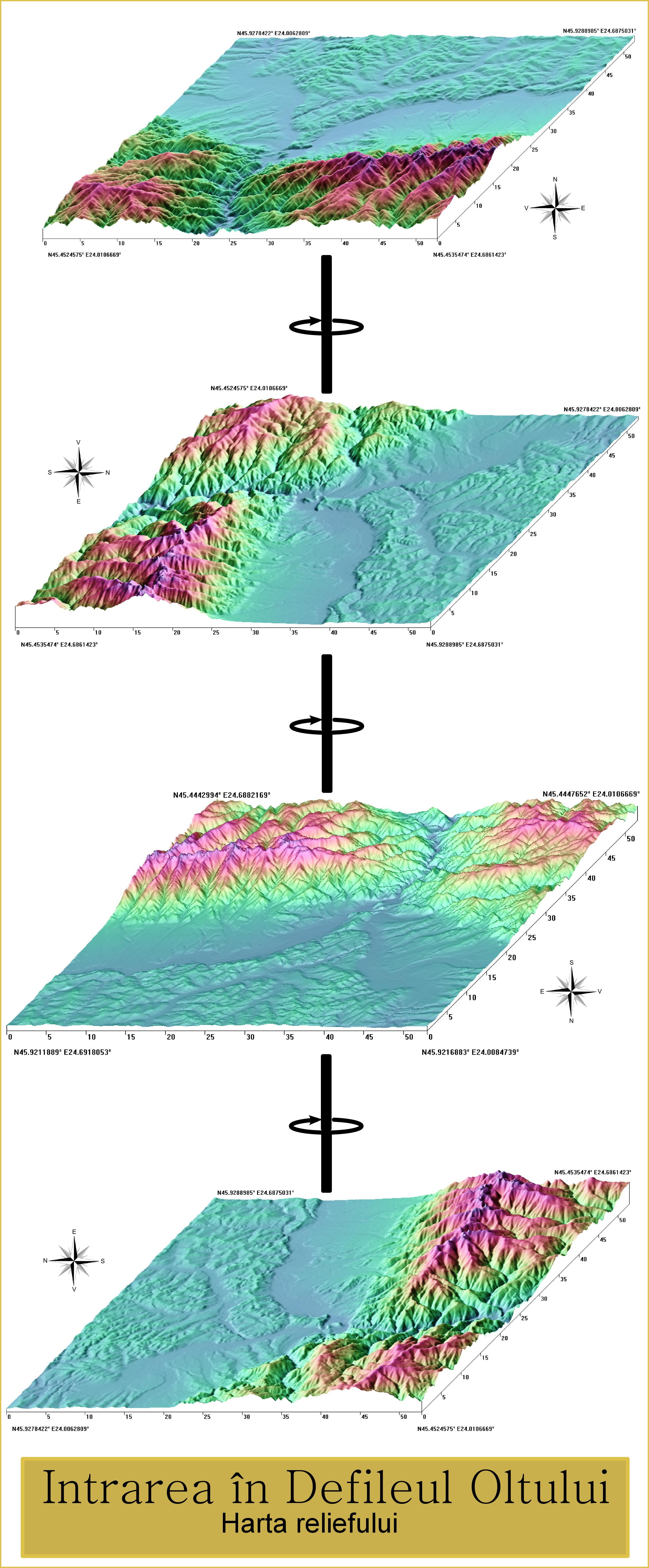
Harta topografică la intrarea Oltului în defileu
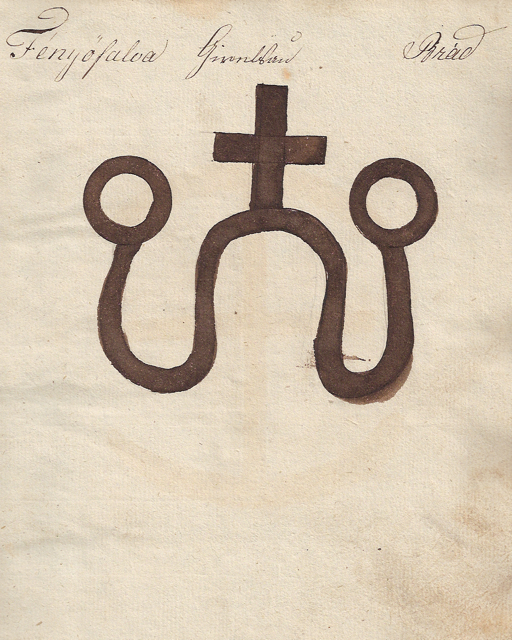
1826 - Danga pentru vitele din Bradu
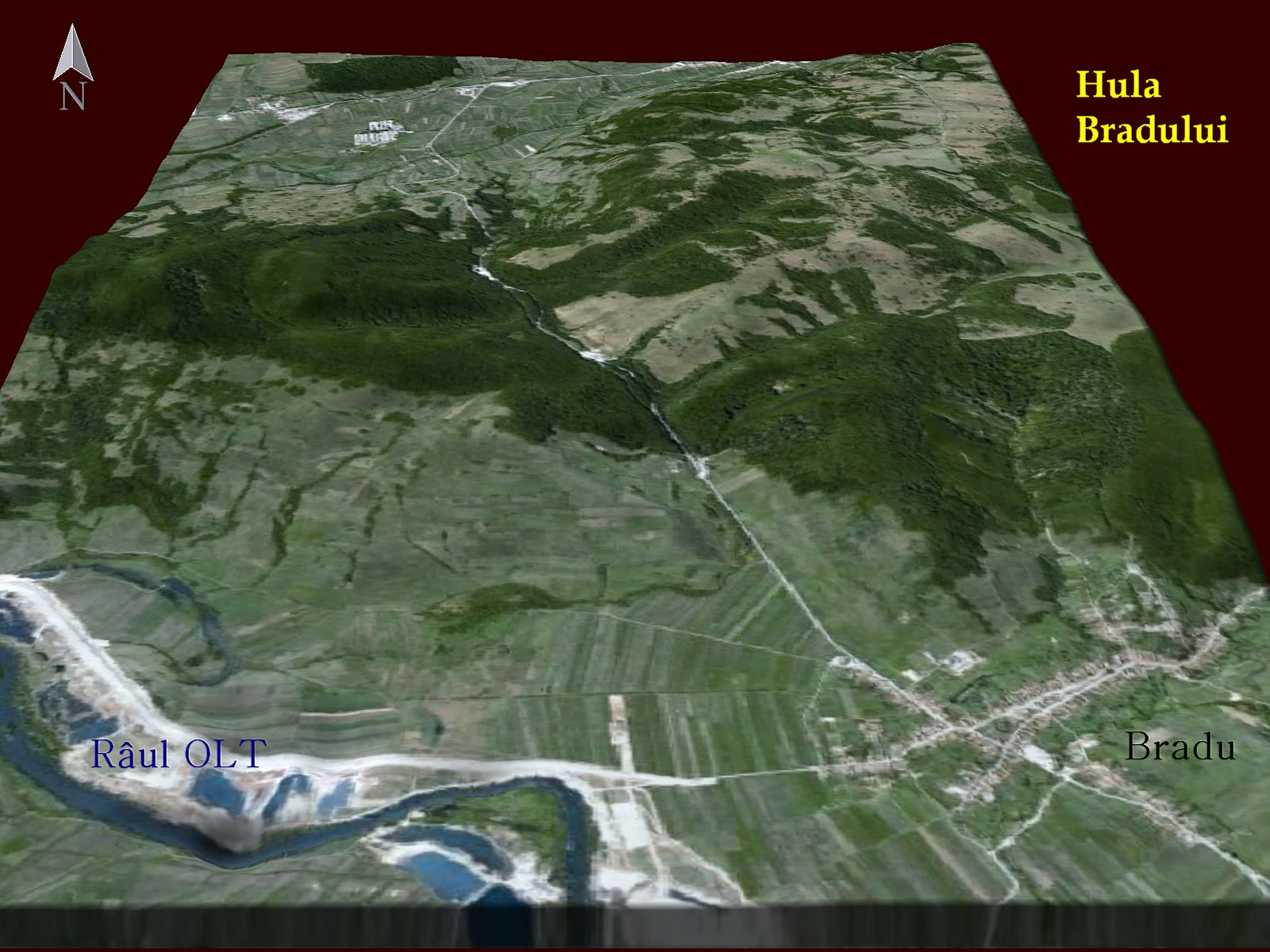
Hula Bradului
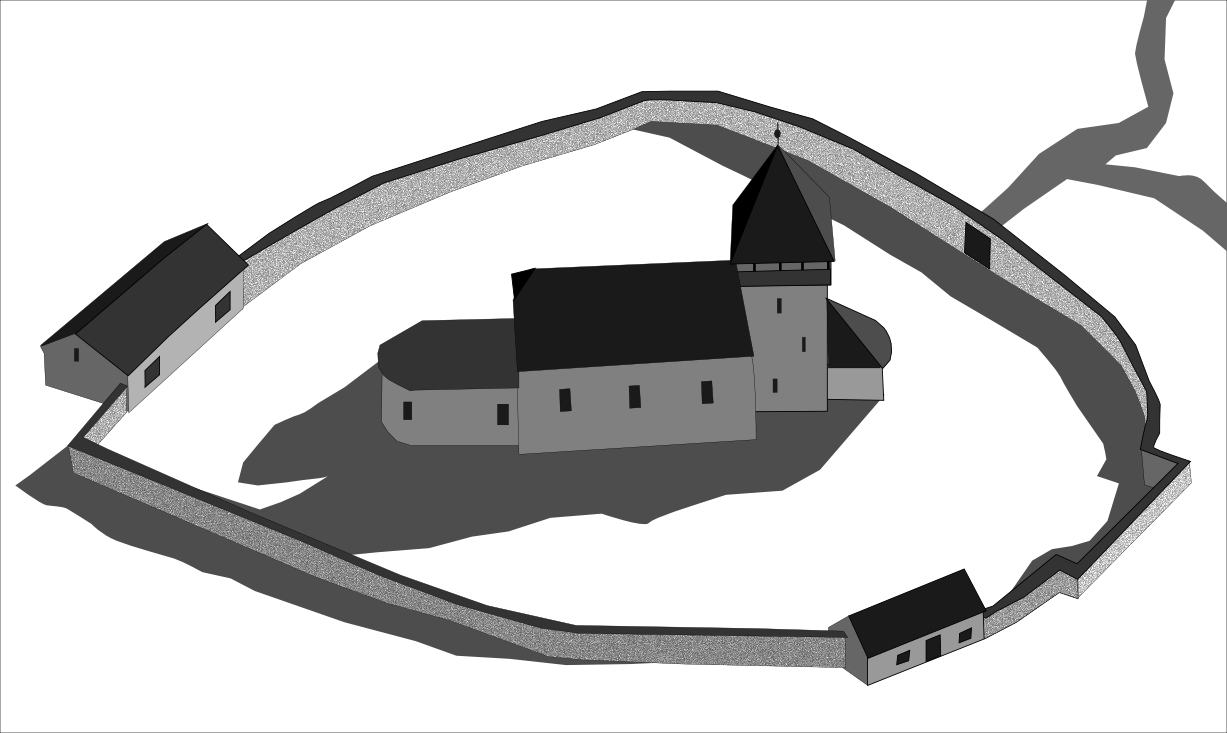
Machetă - Biserica fortificată din Bradu

## Literatură
- Vasile Balteșiu, Monografia satului Bradu (1975), editată de Michael Weber, Breuberg 2017.